# Chancelaria (Torres Novas)
Chancelaria is een plaats (freguesia) in de Portugese gemeente Torres Novas en telt 1861 inwoners (2001).